# Referendum o Zakonu o spremembah in dopolnitvah Zakona o zakonski zvezi in družinskih razmerjih
Referendum o Zakonu o spremembah in dopolnitvah Zakona o Zakonski zvezi in družinskih razmerjih, s kratico ZZZDR, je potekal v Sloveniji 20. decembra 2015.
Referendumsko vprašanje na glasovnici se je glasilo: »Ali ste za to, da se uveljavi Zakon o zakonski zvezi in družinskih razmerjih, ki ga je sprejel državni zbor na seji 3. marca 2015?« Novela zakona bi omogočila zakonsko zvezo istospolnim parom, tudi istospolne zunajzakonske skupnosti bi se obravnavale enako kot raznospolne. Referendum je bil uspešen in zakon zavrnjen, uradni rezultati so bili razglašeni 16. februarja 2016.

## Ozadje
3. marca 2015 je Državni zbor Republike Slovenije sprejel Zakon o spremembah Zakona o zakonski zvezi in družinskih razmerjih (ZZZDR-D), po katerem je zakonska zveza z zakonom urejena življenjska zveza dveh oseb (prej moža in žene). Da bi preprečili spremembo, so pobudniki referenduma pod vodstvom Aleša Primca in civilnega združenja Za otroke gre zbrali 48.145 podpisov (od potrebnih 40.000, ki so pogoj za izvedbo referenduma). Državni zbor je 16. marca referendum zavrnil, saj po 90. členu Ustave Republike Slovenije ni dopustno razpisati referenduma o zakonih, ki odpravljajo protiustavnost na področju človekovih pravic in temeljnih svoboščin. Ustavno sodišče je 21. oktobra sklep Državnega zbora razveljavilo, nakar je Državni zbor 4. novembra sprejel odlok o razpisu referenduma.
To je bil drugi referendum po sprejetju nove referendumske zakonodaje, po kateri je referendum uspešen, če proti sprejetju zakona glasuje večina glasujočih in vsaj 20 % vseh volilnih upravičencev. Referendum je na ta način bil tudi prvi, ki je uspešno razveljavil zakon, sprejet v Državnem zboru.
Dogajanje okoli referenduma je slovensko prebivalstvo močno razdelilo in sprožilo velike polemike.

## Referendumska kampanja

### Javno mnenje
| Objavljeno   | Organizacija | Za     | Proti  | Neodločeni | Vir    |
| ------------ | ------------ | ------ | ------ | ---------- | ------ |
| 16. februar  | Delo         | 51 %   | 42 %   | 7 %        | [ 8 ]  |
| 14. marec    | Ninamedia    | 42 %   | 54 %   | 4 %        | [ 9 ]  |
| 22. november | Episcenter   | 46 %   | 54 %   | 0 %        | [ 10 ] |
| 30. november | Delo         | 42 %   | 41 %   | 17 %       | [ 11 ] |
| 30. november | Večer        | 48 %   | 45,7 % | 6,3 %      | [ 12 ] |
| 16. december | Delo         | 43 %   | 40 %   | 17 %       | [ 13 ] |
| 16. december | Episcenter   | 48,5 % | 51,5 % | 0 %        | [ 14 ] |
| 18. december | Ninamedia    | 38,3 % | 49,5 % | 12,2 %     | [ 15 ] |

## Referendum in rezultati

### Rezultati po volilnih okrajih
Deset volilnih okrajev z največjo in najmanjšo podporo predlogu zakona:
| #   | Za predlog zakona          | Za predlog zakona | Proti predlogu zakona | Proti predlogu zakona |
| --- | -------------------------- | ----------------- | --------------------- | --------------------- |
| 1.  | Ljubljana Center           | 68,43 %           | Ribnica               | 82,06 %               |
| 2.  | Ljubljana Šiška I          | 64,23 %           | Novo mesto I          | 80,90 %               |
| 3.  | Ljubljana Bežigrad II      | 64,13 %           | Šentjur               | 79,84 %               |
| 4.  | Ljubljana Šiška II         | 60,41 %           | Lendava               | 79,55 %               |
| 5.  | Ljubljana Vič - Rudnik III | 60,32 %           | Ptuj I                | 79,21 %               |
| 6.  | Maribor IV                 | 57,05 %           | Šmarje pri Jelšah     | 78,60 %               |
| 7.  | Koper I                    | 55,65 %           | Lenart                | 78,41 %               |
| 8.  | Ljubljana Vič - Rudnik II  | 54,10 %           | Ajdovščina            | 78,36 %               |
| 9.  | Ljubljana Bežigrad I       | 53,57 %           | Mozirje               | 77,79 %               |
| 10. | Ljubljana Šiška III        | 53,50 %           | Ormož                 | 77,52 %               |

### Volilna udeležba
V tabeli je predstavljena volilna udeležba po določenem času in končna udeležba.
| Ura             | %       |
| --------------- | ------- |
| 11.00           | 9,30 %  |
| 17.00           | 25,77 % |
| Končna udeležba | 36,38 % |

## Kasnejše dogajanje

### Sodni spor zaradi nedostopnih volišč
Pred referendumom sta dva volivca invalida prosila, naj bodo njuna volišča dostopna. Volilni organi in sodišča so njuni vlogi in pritožbe zavrnili. Pred volitvami v Evropski parlament leta 2019 sta prošnji razširila tudi na volitve. Ko sta tudi Vrhovno sodišče in Ustavno sodišče zavrnila vse njune vloge, sta skupaj z Društvom za pravice invalidov Slovenije (Drupis) vložila pritožbo pri Evropskem sodišču za človekove pravice. Januarja 2020 je sodišče sprožilo postopek proti Sloveniji. V primerih Toplak proti Sloveniji in Mrak proti Sloveniji je razsodilo, da je Slovenija kršila njuno pravico do pravnega sredstva, ni pa ugotovilo diskriminacije pri prilagoditvi stavb in volišč.

### Odločitev ustavnega sodišča o neustavnosti veljavne ureditve
Junija 2022 je ustavno sodišče s 6 glasovi za in 3 proti odločilo, da je odrekanje pravice do sklenitve zakonske zveze in posvajanja otrok istospolnim parom diskriminatorno in zatorej neskladno z ustavo; ustavno sodišče je državnemu zboru naložilo, naj v roku šestmesecev odpravi neustavno stanje.